# Белорусский вокзал (фильм)
«Белору́сский вокза́л» — советский художественный фильм 1970 года режиссёра Андрея Смирнова. Премьера состоялась 30 апреля 1971 года.

## Сюжет
Бывшие однополчане расстались на Белорусском вокзале летом 1945 года. Последний раз они собирались вместе в день рождения своего бывшего командира Валентина Матвеева, 27 сентября 1946 года (аккуратист Дубинский помнит точную дату, а Ваня Приходько — только то, что «спирта было навалом, а жрать — одна картошка в мундире»). И вот теперь, двадцать с лишним лет спустя, они встретились вновь, чтобы проводить Матвеева в последний путь. Тягостные сцены похорон, скомканные из-за нервного срыва вдовы, не дают им достойно помянуть фронтового товарища.
И вот четверо друзей — ныне директор одного московского завода, главный бухгалтер другого, журналист из Калининграда и простой слесарь коммунальных сетей, — постоянно отвлекаясь на свои служебные и житейские проблемы, колесят по Москве в поисках места, где можно было бы спокойно посидеть и поговорить. Оказываясь в разных ситуациях, герои фильма вспоминают о боевом братстве и взаимовыручке, проявляют глубинные черты характера и, несмотря на прошедшие годы, по-прежнему верны фронтовой дружбе. Моральным ориентиром для них продолжает служить образ их покойного командира, незримо присутствующий в картине.
В финале фильма они собираются в доме бывшей батальонной санитарки Раи, которая поначалу их даже не узнаёт, спрашивая: «Вам кого?». Поражённая известием о смерти Матвеева, она находит в себе силы спеть их любимую песню — об их родной воинской части, 10-м отдельном десантном батальоне 1-го Белорусского фронта.
В картине ярко показан контраст между чувствами, мыслями и мотивами фронтовиков и их более молодых современников. В ней нет ни одной батальной сцены, действие происходит через четверть века после Победы, а выстрелы звучат только на кладбище во время прощального салюта. Но фильм Андрея Смирнова единодушно признан одним из лучших произведений о Великой Отечественной войне.

## В ролях
— главная роль
| Актёр                | Роль                                                                     |
| -------------------- | ------------------------------------------------------------------------ |
| Алексей Глазырин     | Виктор Сергеевич Харламов директор завода, бывший командир сапёрной роты |
| Евгений Леонов       | Иван Приходько слесарь, бывший командир разведки                         |
| Анатолий Папанов     | Николай Иванович Дубинский главный бухгалтер, бывший радист              |
| Всеволод Сафонов     | Алексей Константинович Кирюшин журналист, бывший минёр-подрывник         |
| Нина Ургант          | Рая, медсестра, бывшая фронтовая санитарка                               |
| Раиса Куркина        | Лидия Андреевна, вдова Матвеева                                          |
| Никифор Колофидин    | Андрей Андреевич Пухов, тесть покойного Матвеева, генерал                |
| Юрий Орлов           | Володя Матвеев, сын Матвеевых                                            |
| Николай Волков       | директор завода, начальник Дубинского                                    |
| Юрий Визбор          | Балашов, главный инженер завода, подчинённый Харламова                   |
| Любовь Соколова      | Люба, жена Ивана Приходько                                               |
| Александр Январёв    | Саша, водитель «Москвича»                                                |
| Маргарита Терехова   | Наталья, подруга Саши                                                    |
| Валентина Ананьина   | Катя, домработница Матвеевых                                             |
| Людмила Аринина      | дежурный врач в Институте Склифософского                                 |
| Юрий Волынцев        | старшина милиции                                                         |
| Валерий Малышев      | Воронков, лейтенант милиции                                              |
| Владимир Грамматиков | Гриша, водитель Харламова                                                |
| Кира Жаркова         | Анастасия Ивановна, сестра Матвеева                                      |
| Виктор Проскурин     | Петька, молодой напарник Приходько                                       |
| Фёдор Селезнёв       | мастер на заводе                                                         |
| Елена Скачкова       | Валя, дочь Раи                                                           |

В съёмках принимал участие ансамбль «Камертон».

## Съёмочная группа
- Автор сценария — Вадим Трунин
- Режиссёр-постановщик — Андрей Смирнов
- Главный оператор — Павел Лебешев
- Главный художник — Владимир Коровин
- Звукооператор — Ян Потоцкий
- Автор песни — Булат Окуджава, оркестровая аранжировка Альфреда Шнитке
- Монтаж Валерии Беловой
- Костюмы Алины Будниковой
- Директор картины — Алексей Стефанский

## История создания

### Сценарий фильма
Первоначальный сценарий был написан в 1966 году Вадимом Труниным и значительно отличался от снятого впоследствии фильма. Согласно этому сценарию, молодёжь в ресторане начала насмехаться над четырьмя фронтовыми друзьями, дело дошло до драки. Бывшие десантники легко вышли из неё победителями, но вызванная ими милиция приняла сторону молодых людей (у кого-то из них оказались влиятельные родители). Четырёх друзей попытались засадить в помещение для задержанных («обезьянник»), но это лишь привело к очередной успешной демонстрации боевого опыта фронтовиков — теперь уже по отношению к милиции.
Первым режиссёром, который обратил внимание на этот сценарий, оказался Марк Осепьян. Его заинтересовало столкновение в ресторане, когда представители «нового потерянного поколения» набрасываются с побоями на своих «героических отцов». Впрочем, фильм с такой сценой вряд ли бы смог выйти на экраны, так что в итоге Осепьян выпустил в 1968 году проблемный фильм о молодёжи 1960-х годов под названием «Три дня Виктора Чернышёва». В 1969 году договор с Труниным на «Мосфильме» был вновь расторгнут, так что будущий режиссёр фильма Андрей Смирнов начал подготовительный период на свой страх и риск. По словам Смирнова: «Я сидел в глубокой безработице после того, как мой фильм „Ангел“ отправили на полку, и замминистра Владимир Евтихианович Баскаков заявил: „Мы тебе поможем сменить профессию“. Были в гостях, не помню у кого, с моим товарищем Леонидом Гуревичем, редактором „Ангела“ <…> И он мне рассказал, что на экспериментальной студии Григория Чухрая лежит без движения заявка, где четверо фронтовиков встречаются у могилы пятого — своего командира — и в течение дня пытаются как-то найти давно потерянный общий язык. У меня сразу загорелось желание снимать эту историю. Более того, ощущение, что я обязан снять картину, потому что сразу вспомнил о поисках героев Брестской крепости, которыми занимался мой отец <…> Со мной в Экспериментальном объединении „Мосфильма“ отказались заключать договор и подписали с Ларисой Шепитько. Они уехали с драматургом Вадимом Труниным и оператором Павлом Лебешевым в Репино. Написали сценарий. Мне он не понравился. Там герой погибал во время взрыва в научной лаборатории — в общем, в центре фильма был подвиг. Хотя там были и неплохие сцены, и кое-какие из них остались в нашем сценарии. После того как Шепитько оставила этот сценарий, заключили договор с Марком Осепьяном. Но что-то у них не заладилось. Месяца два или три прошло, и они с экспериментальной студией расстались. Вот тогда пришёл мой час. Мы с Труниным заняли денег и поехали за город писать свой вариант сценария — без договора. Писал его, конечно, Трунин, я, что называется, сидел рядом».

### Актёрский состав
Актёров для этого фильма Андрей Смирнов выбирал очень долго. Так, на роль директора комбината Харламова пробовались Михаил Ульянов и даже Эльдар Рязанов, но сыграл эту роль в итоге Алексей Глазырин. Роль простого рабочего, слесаря, хотел сыграть кумир 1950-х Николай Рыбников, но Евгений Леонов на пробах оказался сильнее. Персонаж бухгалтера Дубинского задумывался как аналог Арамиса, которого будет играть классический интеллигент — Иннокентий Смоктуновский или Николай Гринько. В результате же Андрей Смирнов выбрал Анатолия Папанова, в котором нежность и сентиментальность удивительным образом сочетались с брутальностью и мощью.
На роль медсестры Раи Худсовет утвердил Инну Макарову, но Смирнов настоял на кандидатуре Нины Ургант и сцены с ней снимал самыми последними.
Во время съёмок финала Смирнов попросил Нину Ургант не плакать, когда она поёт. Режиссёр планировал так: всем мужчинам — плакать, а у неё, хрупкой женщины, слёз на лице нет. Ургант удалось не заплакать только после нескольких попыток.
Через неделю после премьеры фильма Алексей Глазырин скоропостижно скончался от сердечного приступа (так и не увидев, как вспоминал Е. Леонов, отснятого фильма) и был похоронен на Введенском кладбище, где незадолго перед тем снимался ряд эпизодов фильма.
Созвучный фильму конфликт отца-фронтовика и сына нашёл отражение в снятом дочерью Андрея Смирнова Авдотьей Смирновой короткометражном фильме «Вокзал» из телеальманаха «9 мая. Личное отношение» (2008).

### Песни
Как признался в одном из интервью Альфред Шнитке, во время работы над фильмом были написаны эскизы будущих музыкальных тем, однако после подстановки их под изображение было решено полностью отказаться от закадровой музыки, оставив только две песни, поскольку авторская музыка оставляла ощущение фальши.
Песня «Нам нужна одна победа» была написана специально для фильма. Режиссёр Андрей Смирнов обратился к Булату Окуджаве с просьбой написать стихи на музыку Альфреда Шнитке. Вместе с первой строчкой у Окуджавы родилась другая мелодия, собственная. На встрече со Шнитке и Смирновым он представил сочинённую песню. Композитор высоко оценил новую музыкальную тему, Окуджава, ободрённый неожиданной похвалой, сыграл её на фортепиано, присутствующие подпевали, и песня всем понравилась. Альфред Шнитке сделал аранжировку песни в виде традиционного марша для военно-духового оркестра. Этот марш прозвучал в финале фильма, на хроникальных кадрах, а впоследствии стал одним из ярчайших музыкальных символов Победы на военных парадах 9 мая.
В ресторане песню «На всю катушку» (муз. Юрий Будилов, Пётр Морозов , сл. Пётр Морозов) исполняет ВИА «Камертон».

### Места съёмок
Сцены похорон Матвеева в начале фильма сняты на Введенском кладбище в Москве. В ряде сцен хорошо различим вход на кладбище со стороны Наличной улицы. Дубинский сидит у могилы лётчиков — жертв катастрофы самолёта Ан-12 (участок 5).
Дубинский, возвращаясь на работу, выходит на Садовом кольце, напротив станции метро «Парк культуры» (кольцевая). Но забирают его с работы уже на Поварской улице, у церкви Симеона Столпника.
Пытаясь найти место, чтобы помянуть Матвеева, главные герои подъезжают к ресторану «Чистые пруды» на Чистопрудном бульваре.
Главные герои, отпущенные из милицейского участка, выходят на улицу между домами 3, стр. 1 (ныне — Управление Росгвардии по г. Москве) и стр. 2 (Союз архитекторов), по Гранатному переулку в Москве.

## Награды
- Фильм удостоен Главной премии на I Фестивале современной кинематографии в Карловых Варах в 1971 году.